# Парамедик

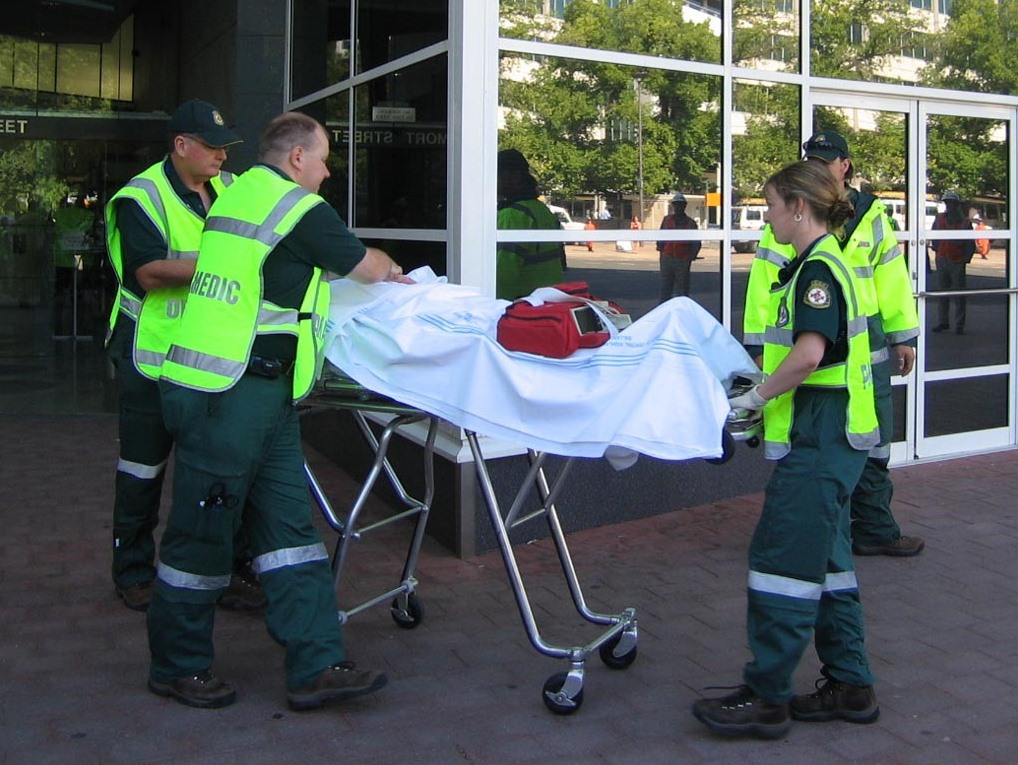
Парамедики Службы скорой медицинской помощи Австралийской столичной территории во время учебных занятий

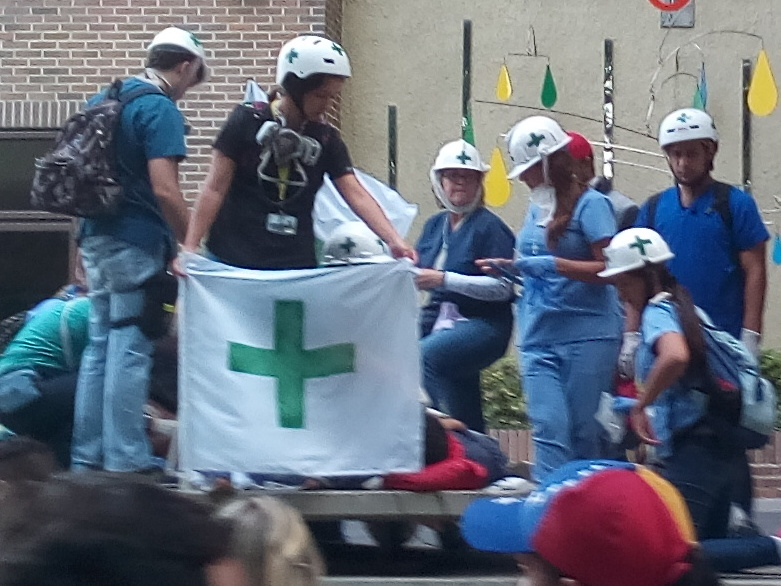
волонтёры Зелёного креста помогают раненным во время протестов в Венесуэле в 2017 году

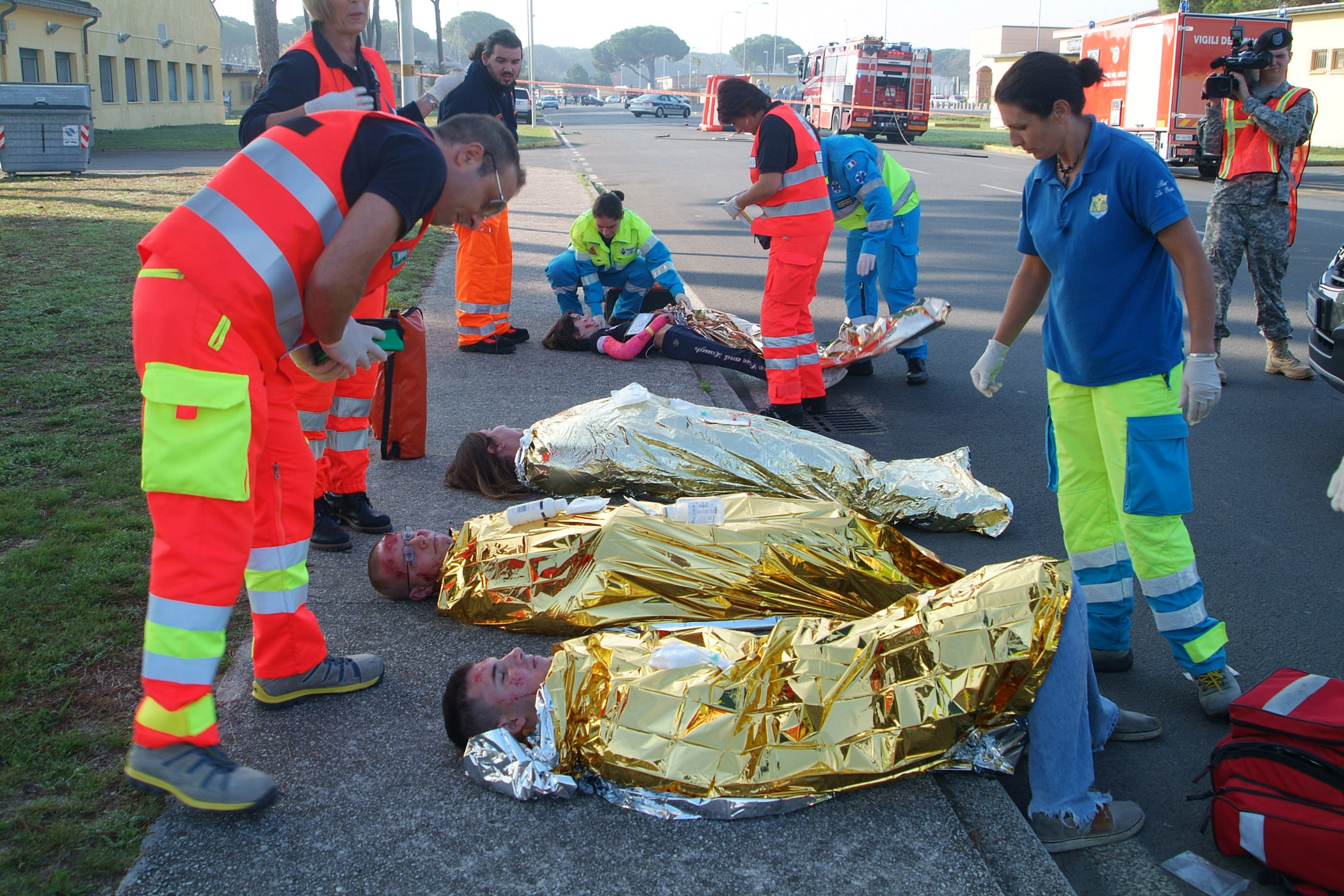
тренировка парамедиков

Параме́дик (англ. paramedic) — специалист с медицинским образованием, работающий в службе скорой медицинской помощи, аварийно-спасательных и военных подразделениях и обладающий навыками оказания экстренной медицинской помощи.
Термин парамедик используется преимущественно в странах с англо-американской моделью экстренной помощи. В зависимости от страны или её региона, срок обучения лиц, которых называют парамедиками, может отличаться и колеблется от нескольких месяцев до 4 лет.

## Общая информация
Термин образован от используемого в США понятия «пара-профессионал» (англ. paraprofessional), то есть полупрофессионал — помощник профессионала, специалист, не имеющий высшего образования, но прошедший специализированные курсы, обладающий соответствующей профессиональной подготовкой и сдавший квалификационный экзамен. В узком смысле парамедик — это отдельная профессия, экстренный медицинский техник соответствующего уровня (например, англ. Emergency Medical Technician — Paramedic). В более широком смысле — вообще медицинский работник без врачебного образования.
Парамедик оказывает доврачебную медицинскую помощь пострадавшим в результате аварии, пожара, стихийного бедствия, других несчастных случаев, а также вследствие возникновения обострения хронического заболевания. Обычно входит в состав бригад экстренной медицинской помощи, хотя может работать и в отделениях экстренной помощи.

## Израиль
В Израиле парамедики — это специалисты, специализирующиеся на оказании помощи при неотложных состояниях. Они работают в системе экстренной медицинской помощи и в военной медицине.
При Университете Бен-Гурион парамедики обучаются 3 года и заканчивают с дипломом бакалавра в области экстренной медицины.
Для получения квалификации парамедика и одновременно медсестры/медбрата необходимо учиться 4 года. По существу, в полевых условиях парамедик заменяет врача и имеет более высокую квалификацию в оказании экстренной помощи, при отеках легких, сердечных приступах, аллергических реакциях, травмах и т. д., чем другие медработники, в частности, медбратья.

## США

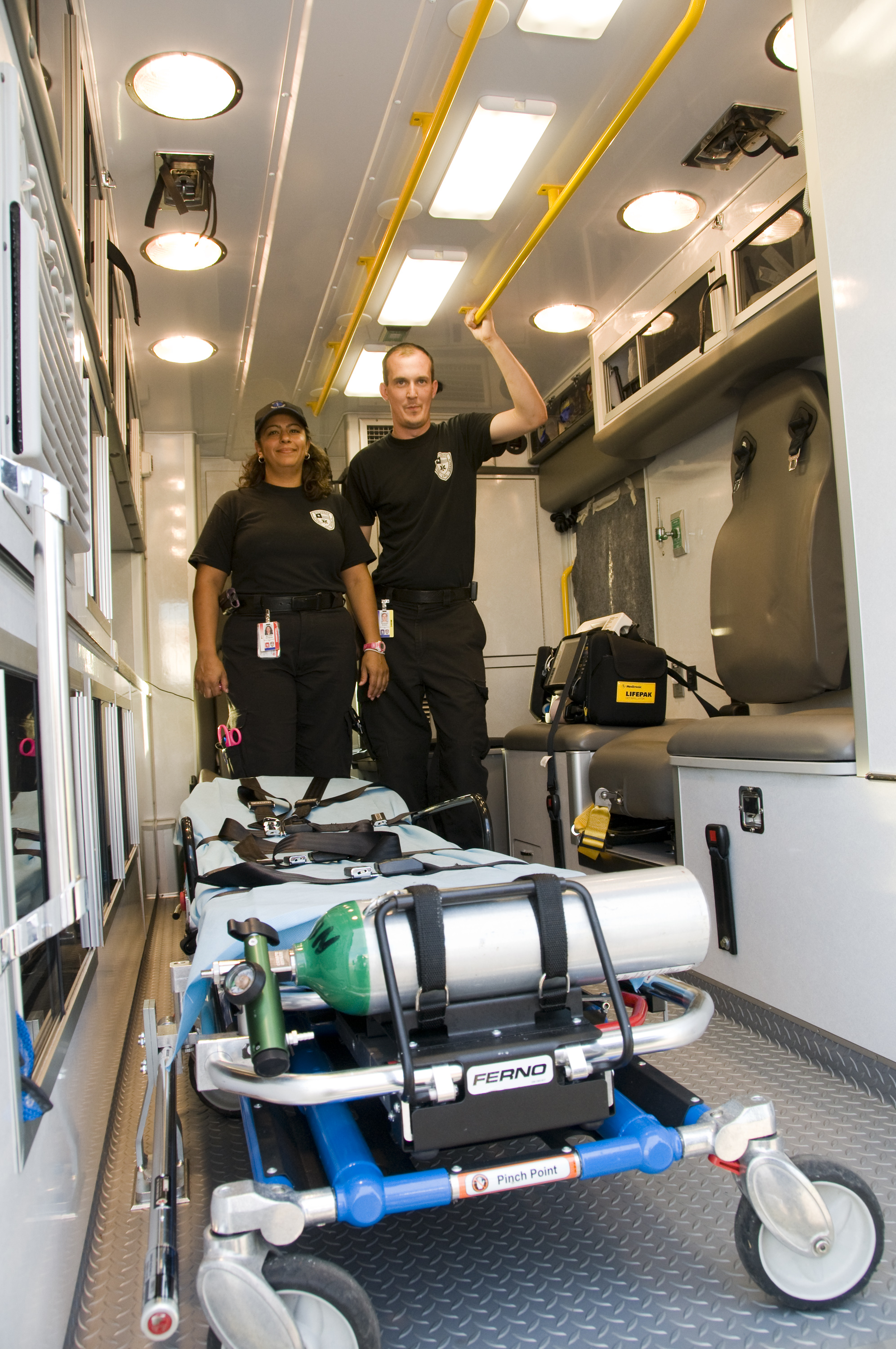
Парамедики в Техасе

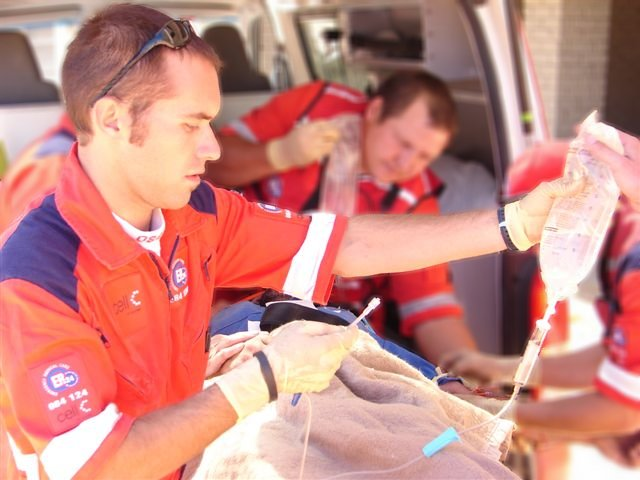
Парамедик готовит систему для в/в инфузии.

Национальное управление безопасностью движения на трассах отличает следующие уровни лиц без врачебного образования, оказывающих экстренную медицинскую помощь:
- экстренный медицинский реагирующий
- экстренный медицинский техник базового уровня (ЕМТ-В)
- экстренный медицинский техник расширенного уровня (англ. Advanced Emergency Medical Technician, AEMT)
- парамедик

В США в экстренной помощи действует ступенчатое образование, так что после некоего обучения работник может перейти из низкого уровня квалификации на более высокий. Парамедик в большинстве штатов — самый высокий уровень квалификации лиц без врачебного образования на догоспитальном этапе.
Некоторые штаты отделяют отдельное лицензирование в пределах штата на уровень выше парамедика — Парамедик расширенной практики (англ. Advanced Practice Paramedic) или Парамедик интенсивной терапии (англ. Critical Care Paramedic). Эти парамедики интенсивной терапии, как правило, выполняют транспортировку тяжелых пациентов, что требует умений, которые не входят в сферу обычного парамедика. Дополнительно, EMT могут получить специальную сертификацию как экстремального ЕМТ, экстремального парамедика, тактического EMT и авиационного парамедика.
Подготовка занимает около 1500—2000 часов (зависит от штата и учреждения), то есть от полугода до двух лет, в зависимости от количества часов и интенсивности занятий. Сколько бы курс ни длился, экзамены для всех одинаковы (в пределах одного штата). Во многих штатах человек должен получить квалификацию EMT-B, проработать на СМП какое-то время, и только потом может идти учиться на парамедика.
Парамедики изучают анатомию, физиологию, фармакологию и т. п. — не на уровне врача, разумеется, но гораздо лучше EMT-B. Это позволяет им, помимо того, что умеют EMT-B (как обычно, в разных штатах этот список отличается):
Национальное управление безопасностью движения на трассах
- интубировать (вводить специальную пластиковую дыхательную трубку в трахею);
- регистрировать и расшифровывать ЭКГ;
- использовать аппарат ИВЛ (искусственной вентиляции легких);
- производить дефибрилляцию, кардиоверсию и наружную электрокардиостимуляцию;
- делать внутримышечные, внутривенные (включая центральные вены) и внутрикостные инъекции;
- осматривать дыхательные пути с помощью ларингоскопа и удалять из них инородные тела;
- производить коникотомию;
- производить декомпрессию клапанного пневмоторакса.

Препараты, которые может использовать парамедик: кислород, аспирин, нитроглицерин, адреналин, атропин, налоксон, глюкоза, амиодарон, бикарбонат натрия, дифенгидрамин, фуросемид, прометазин, глюкагон, ипратропия бромид, сальбутамол, окситоцин, морфий, фентанил, верапамил, диазепам, прокаинамид, преднизолон, закись азота. Список далеко не полный.
Часть парамедиков получает более продвинутое образование, например, степень бакалавра неотложной медицины.
Парамедик оказывает доврачебную медицинскую помощь пострадавшим в результате аварии, пожара, стихийного бедствия, других несчастных случаев, а также вследствие возникновения острого или обострения хронического заболевания.

## Украина
С 2016 года на Украине в ходе медицинской реформы для улучшения качества экстренной помощи введена новая специальность — парамедик. Это лицо с уровнем образования бакалавра области знаний «Здравоохранение» и соответствующей специализацией (срок обучения 3 года). Квалификационные требования парамедика выше, чем к фельдшеру. К ним относятся:
- взаимодействие с другими медицинскими службами;
- оценивание внешней среды относительно возможных угроз для него или для других людей;
- осмотр пациентов по неотложным состояниям;
- проведение медицинской сортировки;
- остановка наружного кровотечения с использованием прямого давления, тампонирования или жгутов;
- обеспечение проходимости дыхательных путей с применением назо- и орофарингеальной, надгортанных[англ.] воздуховодов, интубации трахеи;
- проведения сердечно-легочной реанимации, в том числе с использованием дыхательной аппаратуры и дефибриллятора;
- осуществление ингаляций, инъекций;
- оказания помощи при побочных реакциях на лекарственные средства;
- анализ рабочего процесса с целью повышения качества работы и тому подобное[10].

Фельдшеры, работающие в бригадах экстренной медицинской помощи, смогут стать парамедиками, пройдя повышение квалификации до уровня парамедика. На прохождение тренировки и сертификацию фельдшеров экстренной медицинской помощи до уровня парамедиков, водителей — до уровня экстренных медицинских техников Министерство здравоохранения определило переходный 5-летний период. К этому времени они могут работать в составе бригад.
Введение парамедиков касается только фельдшеров из состава бригад экстренной (скорой) помощи. На ФАПах (фельдшерско-акушерских пунктах) или в других местах фельдшера продолжают работать.
Водители экстренной помощи после прохождения обучения смогут в дальнейшем работать экстренными медицинскими техниками. Однако экстренный медицинский техник будет иметь соответствующие навыки чтобы помогать парамедиков в оказании помощи.
На переходный период реформы экстренной медицинской помощи в бригадах дальше будут работать врачи медицины неотложных состояний. Для получения сертификата специалиста врачу следует учиться 6 лет в медицинском вузе и 1,5 года проходить интернатуру. Однако на данный момент врачи часто ездят на вызовы, которые не соответствуют их высокой квалификации. После окончания переходного периода врачей будут привлекать лишь на отдельные тяжелые случаи, как это происходит во многих развитых странах. Большинство из них перейдет работать в отделение экстренной помощи лечебных учреждений. Там у врача больше возможностей использовать свои знания и навыки.